# Saint-Maurice-du-Désert
Saint-Maurice-du-Désert foi uma comuna francesa na região administrativa da Normandia, no departamento Orne. Estendia-se por uma área de 11,28 km². Em 2010 a comuna tinha 692 habitantes (densidade: 61,3 hab./km²).
Em 1 de janeiro de 2016, passou a formar parte da nova comuna de Les Monts d'Andaine.